# Oreodera cretifera
Oreodera cretifera är en skalbaggsart som beskrevs av Francis Polkinghorne Pascoe 1859. Oreodera cretifera ingår i släktet Oreodera och familjen långhorningar. Inga underarter finns listade i Catalogue of Life.